# J. Fred Muggs
J. Fred Muggs (* 14. März 1952 in der französischen Kolonie Cameroun, Zentralafrika) ist ein Schimpanse, der durch seine Auftritte im US-amerikanischen Fernsehen in den 1950er Jahren Bekanntheit erlangte.

## Biografie
Muggs, geboren in Französisch-Kamerun in Zentralafrika, wurde vor seinem ersten Geburtstag gefangen und nach New York gebracht. Die Zoohandlung von Henry Trefflich veranstaltete einen Namenswettbewerb für den jungen Schimpansen, aus dem der Name „Muggs“ hervorging. Später fügte die Today Show den Vornamen „J. Fred“ hinzu. Carmine „Bud“ Mennella und Leroy „Roy“ Waldron, ehemalige NBC-Mitarbeiter, kauften Muggs für 600 Dollar, als er 10 Monate alt war, und Mennella trainierte ihn. Muggs trat in der Perry Como Show auf, und Pat Weaver von der Today Show sah Potenzial in ihm. Muggs wurde von NBC unter Vertrag genommen und erschien zum ersten Mal am 3. Februar 1953 in der Today Show, gekleidet in Windeln wie ein Baby.
Die Today Show hatte 1952 mit Dave Garroway als Moderator begonnen, lief aber schlecht. Die Einführung eines Schimpansen veranlasste Jim Fleming, den ursprünglichen Nachrichtensprecher, zu kündigen; er wurde durch Frank Blair ersetzt. Muggs steigerte jedoch den Erfolg der Show und somit die Werbeeinnahmen beträchtlich. Der Produzent des Programms, Richard Pinkham, schätzte einmal, dass Muggs dem Netzwerk 100 Millionen Dollar eingebracht hatte. Muggs saß auf Garroways Schoß, verstand mehr als 500 Wörter und hatte eine Garderobe mit 450 Outfits. Er „las“ die Tageszeitungen, ahmte Popeye nach und spielte mit Steve Allen Klavier. Es gab Bücher, Comics und Spiele rund um Muggs; als Star wurde er engagiert, Supermärkte zu eröffnen und Schiffe der US Navy zu taufen.
In den Medien gab es Berichte, Garroway sei eifersüchtig auf Muggs. Garroway soll Benzedrin in Muggs’ Orangensaft gegeben haben, damit er sich schlecht benehme und sein menschlicher Co-Moderator wieder im Mittelpunkt stünde. Muggs selbst wurde als böser kleiner Affe mit legendären Wutanfällen beschrieben; er habe ausgenutzt, dass er bei laufenden Livesendungen nicht gerügt wurde. Bisweilen büxte er aus und musste mühsam wieder eingefangen werden. 1954 soll Muggs die Schauspielerin Martha Raye in den Arm gebissen haben. Auch Garroway soll von dem Schimpansen gebissen worden sein.
Muggs war auch ein Künstler. 1958 wurde eines seiner Fingerbilder als Cover des Mad-Magazins verwendet. Mad hatte im November 1955 auch einen satirischen Artikel veröffentlicht, in dem Muggs alias „J. Floyd Gluggs“ den Platz von „Garrowunways“ als Moderator übernahm.
Während der Krönung von Königin Elisabeth II. am 2. Juni 1953 unterbrach die Today Show ihre Berichterstattung  (welche leicht verzögerte Standbilder mit BBC-Radioton zeigte) über das Ereignis mit Albereien und Tee-Werbung mit Muggs. Dies wurde im Vereinigten Königreich und von einigen US-Fernsehkritikern, darunter Jack Gould in der New York Times, heftig kritisiert; im Vereinigten Königreich wurde damals über die Einführung des kommerziellen Fernsehens debattiert, und seine Gegner fühlten sich durch den Vorfall bestärkt. Es war wohl ein Schlüsselfaktor bei der strengen Regulierung von ITV, die 1954 in das Fernsehgesetz aufgenommen wurde, einschließlich des Verbots von Werbeunterbrechungen während Programmen mit der königlichen Familie.
Muggs ging auf Welttournee, um die Today Show zu promoten. In Japan, wo seine Popularität nur von Marilyn Monroe übertroffen wurde, bedienten ihn 15 Geishas, während die Iswestija ihn in der Sowjetunion als „ein Symbol des amerikanischen Lebensstils“ beschrieb und sagte, er solle den durchschnittlichen Amerikaner von Berichten über steigende Steuern und sinkende Löhne ablenken. 1957 – angeblich nach dem Vorfall mit Martha Raye – wurde er in der Show durch einen anderen Schimpansen namens Kokomo Jr. ersetzt. In der Pressemitteilung von NBC heißt es, dass er beabsichtige, „seinen persönlichen Horizont zu erweitern“, und er hatte kurze Zeit seine eigene J. Fred Muggs Show. Anschließend arbeitete er bei Busch Gardens in Tampa, Florida.

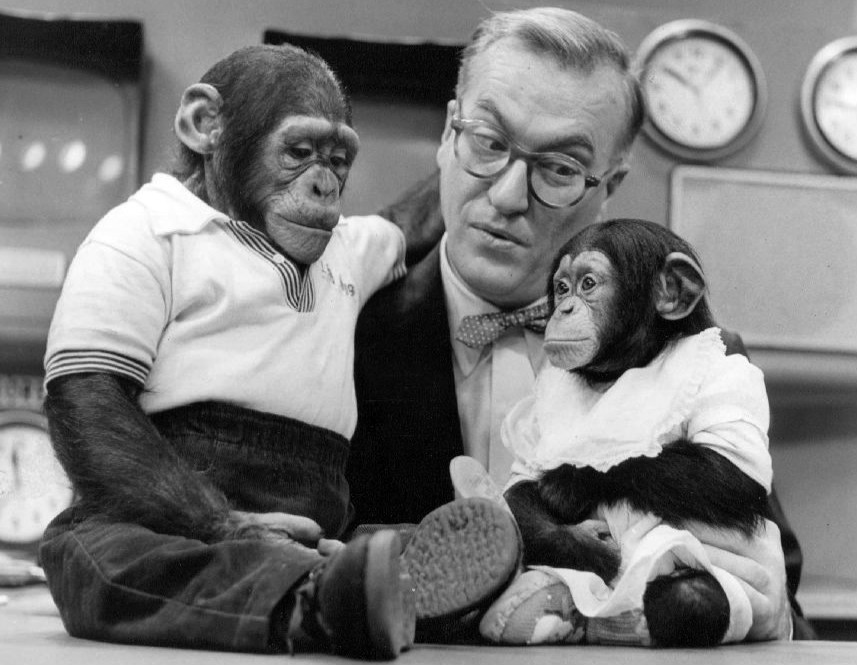
Dave Garroway mit J. Fred Muggs (links) und Phoebe B. Beebee in der Today Show (1954)

Muggs und seine „Freundin“ Phoebe B. Beebe (die auch in der Today Show auftrat), lebten 2018 in Citrus Park, Florida, in der Obhut von Gerald Preis, Mennellas Sohn.

## Trivia
Viele Jahre lang verlieh die US-amerikanische Programmzeitschrift TV Guide jährlich die „J. Fred Muggs Awards for Distinguished Foolishness“ (J.-Fred-Muggs-Preise für herausragende Dummheit) für die fragwürdigsten Fernsehprogramme.
In dem Film Quiz Show von 1994 sagt der Schauspieler Ralph Fiennes als Quiz-Champion Charles Van Doren, dem ein Job bei der Today Show angeboten wird, zu der Figur Dave Garroway (gespielt von Barry Levinson): „Ich hoffe, Sie feuern den Schimpansen nicht!“
In seinem Roman Talk to Me von 2021, in dem es um einen Schimpansen geht, nimmt T. C. Boyle mehrfach Bezug auf J. Fred Muggs.